# Las rosas del milagro
Las rosas del milagro es una película de drama histórico mexicana de 1960 dirigida por Julián Soler y protagonizada por Armando Silvestre, Crox Alvarado y Jaime Fernández. Está ambientada en la época de la conquista de México.

## Reparto
- Armando Silvestre como Tlaltecalzin.
- Crox Alvarado como Emperador Moctezuma.
- Jaime Fernández como Nanoaltzin.
- Magda Urvizu como Citlali.
- Andrés Soler como Gran sacerdote Techotlalatl.
- Francisco Jambrina como Obispo Fray Juan de Zumárraga.
- Miguel Manzano
- Manuel Calvo como Hernán Cortés.
- Lilia del Carmen Camacho como La Virgen de Guadalupe.
- Arturo Soto Rangel como Bernardino.
- Enrique García Álvarez como Fray Pedro de Gante (como Enrique G. Álvarez).
- José Chávez Trowe
- León Barroso como Fray Toribio de Benavente.
- Enedina Díaz de León como Vieja nana indígena.
- Antonio Bravo como Padre Francisco.
- Armando Gutiérrez como Padre José.
- Florencio Castelló como Fraile portero.
- Margarito Luna
- Rubén Márquez
- Ana María Gómez
- Jorge Martínez de Hoyos como Juan Diego.
- Isabel Vázquez «La Chichimeca» como Mujer indígena.